# Богатырёв, Пётр Сергеевич
Пётр Сергеевич Богатырёв (род. 11 марта 1991, Новоямская Слобода, Мордовская АССР) — российский легкоатлет, специалист по спортивной ходьбе. Выступал за сборную России по лёгкой атлетике в начале 2010-х годов, обладатель бронзовой медали чемпионата мира среди юниоров, победитель и призёр первенств всероссийского значения. Представлял Мордовию. Мастер спорта России международного класса.

## Биография
Пётр Богатырёв родился 11 марта 1991 года в селе Новоямская Слобода Ельниковского района Мордовии.
Занимался лёгкой атлетикой в Центре олимпийской подготовки в Саранске, был подопечным тренеров К. Н. Начаркина, В. В. Начаркиной, Т. А. Юртайкиной, А. В. Голикова.
Впервые заявил о себе на международном уровне в сезоне 2010 года, когда вошёл в состав российской национальной сборной и выступил на юниорском мировом первенстве в Монктоне, где в ходьбе на 10 000 метров стал бронзовым призёром.
В 2011 году в ходьбе на 20 км выиграл бронзовые медали на зимнем чемпионате России в Сочи и на летнем чемпионате России в Саранске (после дисквалификации Сергея Морозова переместился в итоговых протоколах этих турниров на вторые позиции). В той же дисциплине одержал победу на молодёжном европейском первенстве в Остраве.
В 2013 году в дисциплине 20 км получил серебро на чемпионате России в Чебоксарах, был лучшим на молодёжном европейском первенстве в Тампере.
В марте 2014 года Международная ассоциация легкоатлетических федераций сообщила о санкциях в отношении российского ходока Петра Богатырёва в связи с абнормальными показателями гематологического профиля биологического паспорта. Спортсмен был дисквалифицирован на 2 года начиная с 16 октября 2013, все его результаты после 12 июля 2011 года — аннулированы, в том числе он лишился двух золотых медалей молодёжных чемпионатов Европы.
После окончания срока дисквалификации Богатырёв возобновил спортивную карьеру и продолжил принимать участие в различных легкоатлетических стартах. Так, в 2016 году в ходьбе на 20 км он победил на Кубке России в Костроме, а в 2017 году завоевал бронзовую награду на очередном чемпионате России в Чебоксарах.
За выдающиеся спортивные достижения удостоен почётного звания «Мастер спорта России международного класса».